# Nørre Broby
Nørre Broby, ou simplement Broby, est une petite ville située dans le sud-ouest du centre de l’île de Fionie, au Danemark, au nord-est de Haarby. Entre 1970 et 2006, elle fut le siège de la commune de Broby, avant que celle-ci ne soit dissoute et fusionnée avec la commune de Faaborg-Midtfyn. Au 1er janvier 2024, la ville comptait 1 485 habitants. L’église de Nørre Broby (kirke), datée d’environ 1100, se trouve dans la ville. On y trouve également la bibliothèque de Broby. La ville possède une histoire liée à la production de trèfle, et les agriculteurs de la région de Nørre Broby en cultivaient déjà en 1785.
Avant sa fusion, la commune de Broby s’étendait sur une superficie de 99,94 km² et abritait 6 331 habitants en 2006.
Broby a des liens forts (sorte de jumelage informel) avec Stjørdal (Norvège).